# کاج دورانگو
کاج دورانگو (نام علمی: Pinus durangensis) نام یک گونه از سرده کاج است.